# Mirebeau
Mirebeau là một xã Pháp, tọa lạc ở tỉnh Vienne et la région Nouvelle-Aquitaine, Pháp. Xã này có diện tích 13,84 km², dân số năm 2006 là 2215 người. Xã nằm ở khu vực có độ cao trung bình 152 m trên mực nước biển.

## Biến động dân số
| Năm | 1962  | 1968  | 1975  | 1982  | 1990  | 1999  | 2006  |
| --- | ----- | ----- | ----- | ----- | ----- | ----- | ----- |
| Dân số | 2 072 | 2 142 | 2 270 | 2 379 | 2 299 | 2 254 | 2 215 |
| From the year 1962 on: No double counting—residents of multiple communes (e.g. students and military personnel) are counted only once. |       |       |       |       |       |       |       |